# بولیاک
بولیاک (به لاتین: Bulyak) یک منطقهٔ مسکونی در روسیه است که در باشقیرستان واقع شده‌است.